# Alekszandra Joszifovna Romanova orosz nagyhercegné
Alekszandra Joszifovna orosz nagyhercegné, született Alexandra szász–altenburgi hercegnő (németül: Prinzessin Alexandra von Sachsen–Altenburg, oroszul: Великая княгиня Александра Иосифовна Романова, teljes nevén Alexandra Friederike Henriette Pauline Marianne Elisabeth; Altenburg, 1830. július 8. – Szentpétervár, 1911. július 6.) szász–altenburgi hercegnő, házassága révén orosz nagyhercegné és Lengyelország cári helytartónéja.

## Élete

### Származása
Alexandra hercegnő József szász–altenburgi uralkodó herceg és Amália württembergi hercegnő ötödik leányaként született, így osztrák, magyar és holland ősökkel is rendelkezett. Leánytestvérek között, egy hatgyermekes családban nőtt fel.
Gyakorta előforduló tapintatlanságát és az udvari etikett semmibe vevését ellensúlyozta a társaságban betöltött központi szerepe. „A családban a rosszul nevelt gyerek szerepét tölti be, gyakori tapintatlanságát és viselkedési hibáit is vidám huncutságként kezeli” – jellemezte őt Anna Tyutcseva, későbbi udvarhölgyeinek egyike.

### Házassága és gyermekei

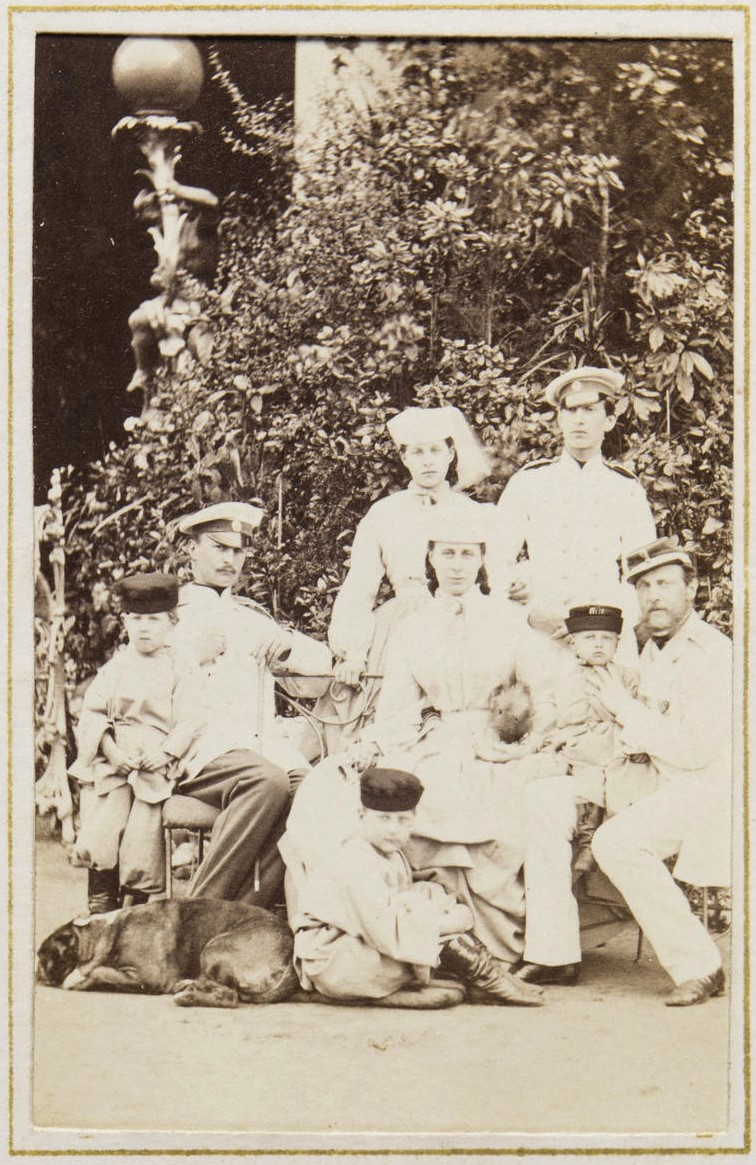
Alekszandra Joszifovna nagyhercegné családja körében

I. Miklós orosz cár már hamar kinézte őt feleségként második fia, Konsztantyin Nyikolajevics orosz nagyherceg számára. A nagyherceg nővére, Olga württembergi királyné esküvőjét követően utazott el Altenburgba hogy megismerkedjék Alexandra hercegnővel. Konsztantyin Nyikolajevics első látásra beleszeretett a hercegnőbe. „Nem tudom, mi történt velem. Teljesen kicserélődtem. Csupán egy gondolat hajt, csupán egy kép lebeg a szemeim előtt, mindig és kizárólag ő, az angyalom, a csillagom. Valóban úgy gondolom, hogy szerelmes vagyok. Mennyi ideje is ismerem? Alig néhány órája, és máris fülig beleszerettem…” – emlékezett meg naplójában a nagyherceg. Konsztantyin Nyikolajevics megkérte Alexandra hercegnő kezét, a hercegnő pedig igent mondott, azonban az esküvőig két évet kellett várniuk, hogy Konsztantyin nagyherceg nagykorúvá váljék.
Alexandra hercegnő 1847. október 12-én érkezett meg  Oroszországba. Februárban a cári család elvárásainak megfelelően áttért az ortodox hitre, és felvette az „Alekszandra Joszifovna” nevet. Alekszandra Joszifovna és Konsztantyin Nyikolajevics 1848. szeptember 11-én kelt egybe Téli Palotában.
Konsztantyin Nyikolajevicsnek és Alekszandra Joszifovnának hat gyermeke született, akik jórészt Pavlovszkban és Sztrelnában nőttek fel:
- Nyikolaj Konsztantyinovics nagyherceg (1850–1918), kitagadták a családból és száműzték
- Olga Konsztantyinovna nagyhercegnő (1851–1926), házassága révén görög királyné
- Vera Konsztantyinovna nagyhercegnő (1854–1912), házassága révén württembergi hercegné
- Konsztantyin Konsztantyinovics nagyherceg (1858–1915), „KR” álnéven híres költő
- Dmitrij Konsztantyinovics nagyherceg (1860–1919), a Cári Hadsereg tisztje, a bolsevikok kivégezték
- Vjacseszlav Konsztantyinovics nagyherceg (1862–1879), fiatalon elhunyt betegség következtében.

### Magánéleti problémák
Házasságuk első évei boldogságban teltek. Mindketten muzikális beállítottságúak voltak, pavlovszki és sztrelnai otthonuk számos koncert, rendezvény színhelyéül szolgált. A szentpétervári Márvány palotát nászajándékként kapták I. Miklós cártól, akárcsak Sztrelnát, mely egykoron Konsztantyin Pavlovics nagyherceg és lengyel helytartó tulajdonában állt. A pavlovszki birtokot Mihail Pavlovics nagyherceg hagyta a házaspárra, a krími Oreanda palota pedig Alekszandra Fjodorovna cárné halála után szállt rájuk.

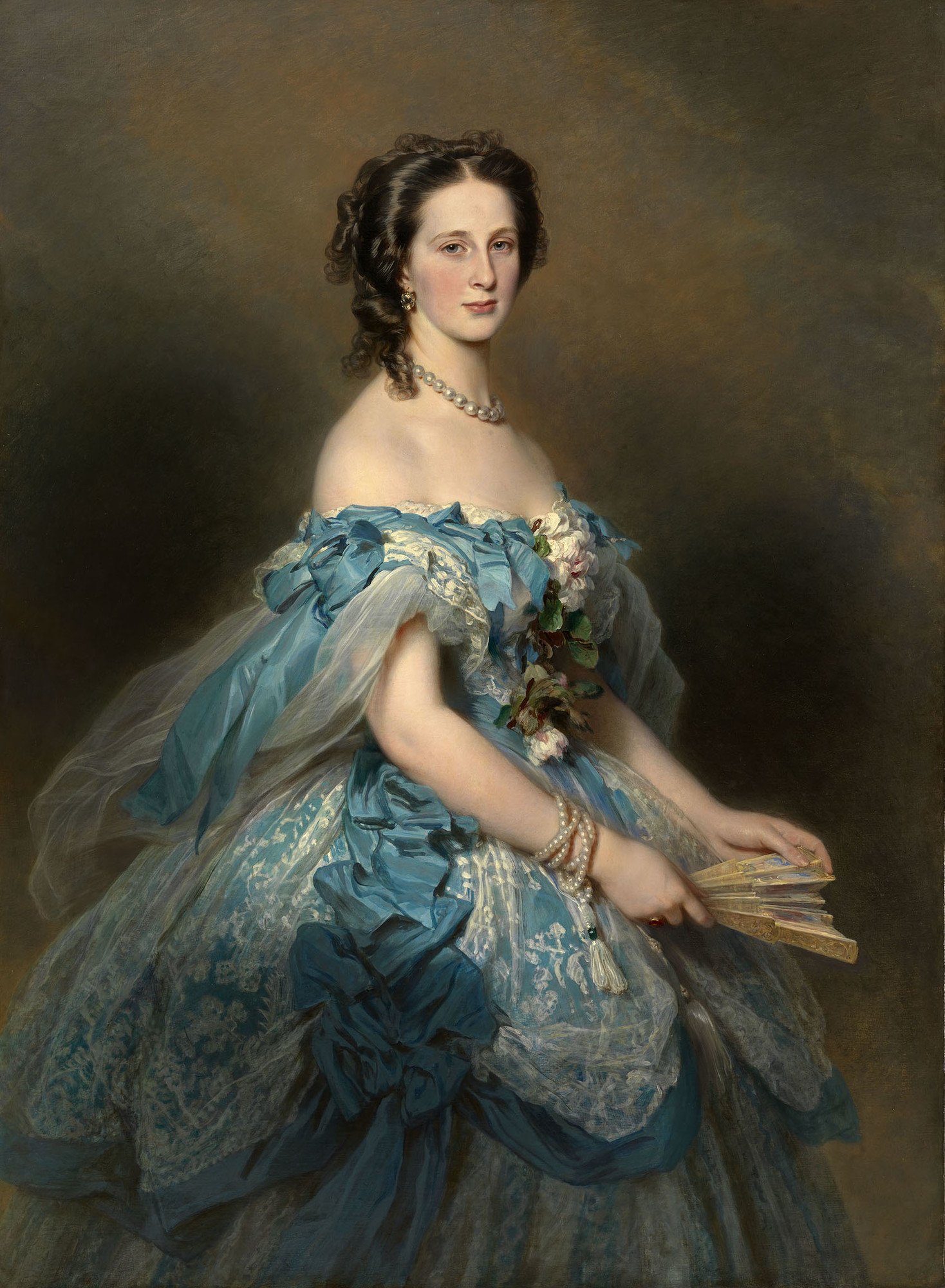
Alekszandra Joszifovna nagyhercegné (Franz Xaver Winterhalter)

Konsztantyin Nyikolajevics és Alekszandra Joszifovna kezdetben jól működő házassága az idő előrehaladtával tönkrement. Közel húsz évnyi harmónia után a család élete felfordult, a nagyhercegi pár mindkét leánya eltávozott Oroszországból. A nagyobbik nagyhercegnő, Olga Konsztantyinovna nőül ment I. György görög királyhoz, a kisebbik leány, Vera Konsztantyinovna pedig nagynénjéhez költözött. Vera Konsztantyinovna ideggyengeségben szenvedett, és ez lehetetlenné tette, hogy családjával tartson a forrongó Lengyelországba. A kezelhetetlen Vera nagyhercegnőt szülei Olga Nyikolajevna württembergi királynéra bízták, akinek nem született saját gyermeke, és így édes gyermekeként szerette unokahúgát. Vera Konsztantyinovnát sikeresen meggyógyították, ám a nagyhercegnő nem tért haza szüleihez. Németországban maradt, ahol I. Károly király és Olga királyné örökbe fogadták őt; később egy német herceggel házasodott össze.
1874-ben Alekszandra nagyhercegné legidősebb fiát, Nyikolaj Konsztantyinovicsot rajtakapták, amint pár értékes drágakövet próbált lelopni egy, az édesanyja szobájában található ikonról. Nyikolaj nagyherceg emellett botrányosan viselkedett, mígnem a cári család megelégelte tevékenységét, és száműzték Üzbegisztánba. A nagyherceg amellett, hogy részt vett az üzbég főváros csatornahálózatának megtervezésében, többször is házasságra lépett, néha gyermekekkel is, és megesett, hogy egyszerre két felesége is volt. A családi bajokat csak tetézte, hogy 1879-ben Alekszandra Joszifovna legfiatalabb fia, Vjacseszlav nagyherceg fiatalon meghalt agyvérzésben.
Az 1860-as évek elején Konsztantyin nagyherceg félrelépett, és Marie Condousso néven törvénytelen leánya született. 1868-ban Konsztantyin nagyherceg beleszeretett egy nála húsz évvel fiatalabb balerinába, Anna Vasziljevna Kuznyecovába (1847–1922). A nagyhercegnek öt gyermeke született Kuznyecovától, akik a „Knyazev” családnevet viselték. Konsztantyin Nyikolajevics második családját egy nagy, kényelmes dácsába költöztette Pavlovszk közelében, tápot adva ezzel az ellenségeinek, és mély fájdalmat okozva a feleségének. Alekszandra Joszifovnát a nagyherceg teljesen mellőzte, a nagyhercegné pedig megpróbálta ezt méltósággal elviselni. Ő maga mindig hűséges maradt férjéhez, de Oroszországból hosszabb utazásokat tett gyermekeivel, hogy ne kelljen elviselnie a szentpétervári társaság gúnyos megjegyzéseit.

A sorozatos csapások ellenére Alekszandra nagyhercegné semmit sem veszített életkedvéből, és továbbra is a Romanov család egyik legnépszerűbb tagja maradt. Támogatta férje reformjait Lengyelországban, amikor a nagyherceget 1862-ben cári helytartónak nevezték ki. Emellett Alekszandra Joszifovna kiváló zongoristaként írt néhány darabot, ezeket be is mutatták a nagyközönségnek vagy a családnak. Szülei emlékére szerzett kantátáját az orosz fővárosban, I. Miklós cárnak ajánlott zongoraduettjét pedig Bécsben tárták a nyilvánosság elé. Gyermekei közül Konsztantyin Konsztantyinovics örökölte tőle ezt az adottságát, aki később költőként is ismertté vált. A nagyhercegi pár bőkezűen támogatta a zeneszerzőket, például ifj. Johann Strausst, aki „Alexandra” című keringőjét a nagyhercegnének ajánlotta.
1889 elején az immár hosszú évek óta a családtól külön élő Konsztantyin nagyherceg szélütést kapott, lebénult a lába, és nem tudott beszélni. Felesége, Alekszandra nagyhercegné visszatért hozzá és ápolta őt. Alekszandra Joszifovna ugyan nem költöztette ki férje második családját a szomszédos házból, de nem engedte meg, hogy Konsztantyin nagyherceg lássa őket. A nagyherceg ezért egy ízben megütötte feleségét egy bottal, mielőtt az ápolói közbeléphettek volna. Konsztantyin nagyherceg 1892. január 13-án hunyt el, Alekszandra Joszifovna ettől kezdve kizárólag gyászruhát viselt.

### Halála
Férje halála után a nagyhercegné továbbra is fontos szerepet töltött be a Romanov család életében: „korának híres szépsége, ekkor már egy parancsoló, idős hölggyé lett, aki gyönyörű kontyban viselte hófehér haját. Még ekkor is nagyon jó érzéke volt a ruhákhoz, és fekete, szűken szabott hercegnői ruhái jól kihangsúlyozták magas, egyenes és vékony alakját… Alekszandra Joszifovna régimódi hercegnő volt, bájos és mosolygós, de egy pillanatra sem feledkezett meg rangjáról”.
Alekszandra nagyhercegnét élete végén szélütés érte, minek következtében lebénult. Ettől kezdve otthon kellett maradnia, egy tolószékhez kötve, „családja pedig megóvta az összes szomorú vagy izgató hírtől”. 1911. július 11-én hunyt el a Márvány Palotában, két nappal 81. születésnapja előtt, és közel húsz évvel férje halála után.